# Margaretamys beccarii
Margaretamys beccarii és una espècie de mamífer rosegador de la família dels múrids. És endèmica de Sulawesi (Indonèsia), on viu a altituds d'entre 0 i 1.000 msnm. Es tracta d'un animal arborícola. El seu hàbitat natural són les selves perennifòlies de plana. Està amenaçada per l'expansió dels camps de conreu. Aquest tàxon fou anomenat en honor del botànic italià Odoardo Beccari.